# Старозайцево
Староза́йцево (рос. Старозайцево) — село у складі Кувандицького міського округу Оренбурзької області, Росія.

## Населення
Населення — 46 осіб (2010; 51 у 2002).
Національний склад (станом на 2002 рік):
- росіяни — 96 %